# Reginfred
Reginfred (eller Reginfrid) (død 814) var dansk konge 812–813. Han var måske søn af Halfdan og i hvert fald var han barnebarn eller nevø af en tidligere kong Harald, broder til Harald Klak og bror til Anulo.
Efter Hemmings død i 812 kom der borgerkrig i landet mellem kong Godfreds brorsøn Sigfred/Sigurd og Harald 1.s søn Anulo. De mødtes i et stort slag og døde begge. Men Anulos hær havde vundet slaget, og derfor blev Anulos brødre Harald og Reginfred valgt til konger.
Knap ét år senere (813) rejste de til grænsen ved Ejderen og fornyede freden mellem danerne og frankerne, som var vedtaget i 812. Senere på året opstod der et oprør i det norske Vestfold (som de danske konger regerede over), og de rejste derover for at dæmpe det. Da de kom tilbage, viste det sig, at Godfreds fem sønner var vendt tilbage fra Sverige, hvor de havde søgt tilflugt under borgerkrigen. De jog Reginfred og Harald ud af landet og overtog selv styret.
Reginfred og Harald ville dog ikke give op og vendte året efter (814) tilbage til Danmark og gik i kamp mod Godfreds sønner. Det lykkedes dem at slå én af Godfreds sønner ihjel, mens Reginfred blev dræbt, og Harald flygtede ud af landet.